# Nelson, Georgia
Nelson är en ort i Pickens County i delstaten Georgia, USA.